# دانوتا کرداچوک

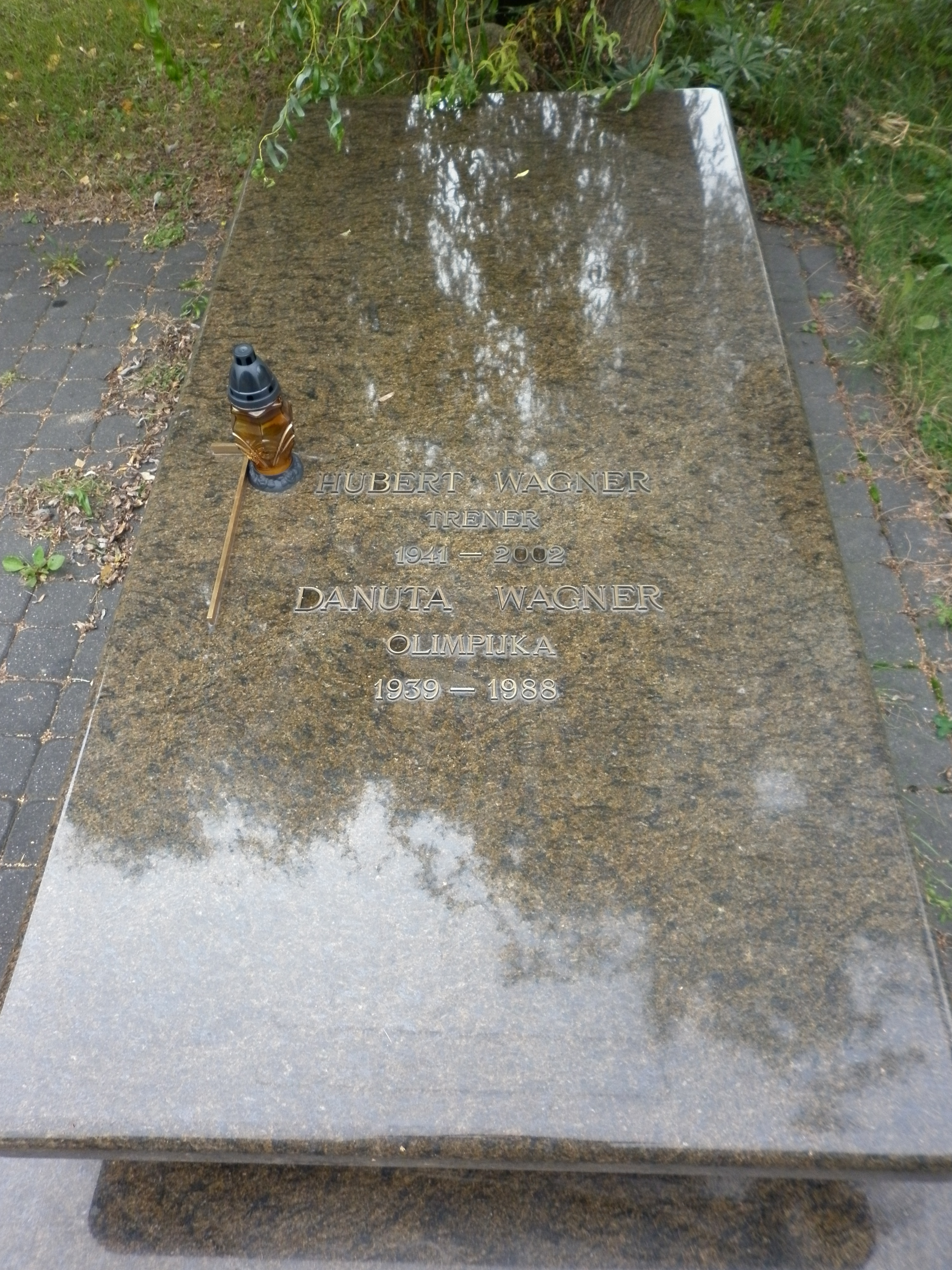
نمایی از سنگ‌مزار دانوتا کرداچوک - ۲۰۱۲

دانوتا کرداچوک (انگلیسی: Danuta Kordaczuk-Wagner؛ ۲ سپتامبر ۱۹۳۹ – ۱۰ آوریل ۱۹۸۸) یک بازیکن سابق تیم ملی والیبال لهستان بود. دانوتا در المپیک ۱۹۶۴ با لهستان به مدال برنز دست یافت.